# Un amore sopra le righe
Un amore sopra le righe (Monsieur & Madame Adelman) è un film del 2017 diretto da Nicolas Bedos.

## Trama
Francia, giorni nostri. Un giornalista si reca al funerale di un famoso scrittore e interloquisce con la moglie che ripercorre le tappe significative della sua carriera e della loro vita insieme.
La narrazione si sposta agli anni Settanta. Una studentessa ed un aspirante scrittore si incontrano in un locale. Lei rimane da subito folgorata, mentre lui, all'inizio riluttante, cederà alla passione dopo vari stratagemmi messi in campo da lei.
Da qui inizia la loro complicata e turbolenta relazione, qualcosa di unico e folle allo stesso tempo.